# (40106) Erben
(40106) Erben est un astéroïde de la ceinture principale.

## Description
(40106) Erben est un astéroïde de la ceinture principale. Il fut découvert le 20 août 1998 à l'Observatoire d'Ondřejov par Petr Pravec. Il présente une orbite caractérisée par un demi-grand axe de 2,93 UA, une excentricité de 0,16 et une inclinaison de 7,3° par rapport à l'écliptique.

## Compléments